# Rozgarty (powiat toruński)
Rozgarty – wieś w Polsce położona w województwie kujawsko-pomorskim, w powiecie toruńskim, w gminie Zławieś Wielka. Nazwa Rosgarth (z niem. Pastwisko dla Rumaków) po raz pierwszy pojawiła się w dokumencie lokacyjnym krzyżaków dla Górska w 1346 r. W następnych wiekach była przekształcana: Rossgartten (1601), Rossgarten (1868), Roßgarten (1910). Utarte w obiegu społecznym spolszczenie nazwy niemieckiej Rosengarten = Różane Ogrody nie znajduje odzwierciedlenia w archiwaliach. W latach 1975–1998 miejscowość należała administracyjnie do województwa toruńskiego. Jest trzecią co do wielkości miejscowością gminy Zławieś Wielka.

## Demografia
W 1773 r. wieś zamieszkiwało 53 Niemców. W 1885 r. odnotowano 175 mieszkańców, a w 1928 r. 166. Według Narodowego Spisu Powszechnego (III 2011 r.) liczyła 1122 mieszkańców. 

## Zabytki
- Dwa młyny wiatrowe na Frankowej Górze od 1800 r. do 1945 r.[4] (niezachowane).
- Budynek szkoły z 1855 r.
- Posterunek policji - 2 poł. XIX w.
- Budynek poczty - 2 poł. XIX w.
- Stacja kolejowa z jedną krawędzią peronową, przystankiem osobowym oraz ładownią (1910 r.), na trasie 246a Toruń Północny - Czarnowo (rozebrana po 1968 r.)[6].